# Полювання на єдинорога
Полювання на єдинорога — практика двох людей, які перебувають у стосунках, як правило, гетеросексуальної пари, яка шукає третього партнера(-ку) для стосунків на тимчасовий або постійний час, як правило, бісексуальну жінку, щоб приєднатися до сексу втрьох або почати поліамурні стосунки. Поліаморна та ЛГБТ-спільнота сприймають цю практику негативно як форму фетишизації.

## Термін
Термін «полювання на єдинорога» походить, порівнюючи з легендарною істотою, тому, наскільки рідко бісексуальні жінки бажають приєднатися до існуючої пари, а також їхні умови, які можуть включати моногамність відносин (на відміну від відкритих стосунків з іншими людьми), рівність потягу до обох партнерів або інтерес до групового сексу.
Його використання, можливо, почалося в 1970-х роках спільнотами свінгерів того часу для опису бісексуальних жінок, готових до сексу втрьох з гетеросексуальною парою.

## Практика
Полювання на єдинорогів складається з двох людей у стосунках, як правило, гетеросексуальної пари, які шукають бісексуальну жінку для стосунків або для приєднання до сексу втрьох, або для створення поліаморних стосунків. Поліаморія єдинорога відрізняється від тріадних стосунків тим, що в трійці три члени є основними партнерами, тоді як «єдиноріг» приєднується до існуючої пари. У тріаді правила зазвичай узгоджуються між усіма членами, тоді як у поліаморії єдинорога передбачається, що пара встановлює правила, а єдиноріг має їх дотримуватися. Зазвичай він розглядає пару як основних партнерів, а єдинорога як вторинного партнера, оскільки якщо єдиноріг погоджується приєднатися до існуючих стосунків, він також приймає їхні умови. Динаміка пара/одинак за своєю суттю створює диференціацію влади між парою та єдинорогом, про яку пара зазвичай не знає, але використовує неетично. Як тільки єдиноріг намагається виправити або змінити структуру влади, його часто розглядають як загрозу, називають проблемою і позбавляються від нього.

Пари, які шукають третього партнера, можуть зробити це за допомогою додатків для знайомств, таких як Tinder. Vogue India також навів відмінність між «мисливцями» та «ретриверами», де в останніх жінки знаходять особу для хижих чоловіків.
Типові «правила», яких очікує пара (і які часто критикують):
- «Єдиноріг» має бути переважно зацікавлена в обох партнерах, але не створювати загрозу для первинних стосунків пари. Часто очікується, що «єдиноріг» не буде мати окремих романтичних чи глибоких емоційних стосунків з кимось одним з пари, особливо з чоловіком.
- Від «єдинорога» часто очікують, що вона не буде шукати глибоких емоційних зобов'язань або статусу «партнера» у повному розумінні цього слова. Вона може розглядатися як доповнення до стосунків пари, а не як самостійна повноцінна учасниця.
- Обидва члени пари повинні мати право вето на будь-яку взаємодію або стосунки з «єдинорогом», і «єдиноріг» не має права голосу щодо стосунків пари між собою.
- Очікується, що «єдиноріг» не буде ревнувати до стосунків основної пари, і що пара, в свою чергу, зможе контролювати власні ревнощі щодо «єдинорога». Це часто стає каменем спотикання.
- Пара часто встановлює жорсткі правила та межі, що стосуються взаємодії з «єдинорогом», включаючи те, з ким і як вона може взаємодіяти.
- Часто в таких стосунках є значний дисбаланс сили, де пара встановлює всі правила, а "єдиноріг" має їх дотримуватися[8].

Як така практика негативно сприймається поліаморними та ЛГБТ-спільнотами через дисбаланс сил у стосунках і вважається такою, що сприяє фетишизації бісексуальних жінок. Замість «полювання на єдинорога», багато хто рекомендує парам, які хочуть дослідити поліаморію, спочатку відкрити свої стосунки для кожного, а не лише для конкретного типу особи, і дозволити стосункам розвиватися органічно на основі взаємної згоди, поваги та відкритого спілкування. Рекомендовані правила для здорових поліаморних стосунків (які часто ігноруються в «полюванні на єдинорога»):
- Усі учасники повинні відкрито та чесно спілкуватися про свої почуття, бажання, межі та очікування. Це включає обговорення ревнощів, потреб та бажань кожного.
- Кожен учасник, включаючи «єдинорога», повинен бути розглянутий як рівноправна особа зі своїми власними потребами та бажаннями. Повага до автономії та почуттів кожного є критичною.
- Усі сексуальні та романтичні дії повинні бути за взаємною згодою кожного учасника.
- Якщо мета — поліаморія, то дозволяється і навіть заохочується розвиток індивідуальних стосунків між кожним членом тріо (наприклад, окремі стосунки між жінками, між чоловіком і «єдинорогом», і, звичайно, між початковою парою).
- Встановлення чітких, але гнучких меж, які є зрозумілими для всіх і можуть бути переглянуті за потреби.
- Визнання того, що ревнощі є природним почуттям, і робота над ними за допомогою спілкування та співчуття, а не очікування, що їх не буде.
- Не приховувати один від одного стосунків або взаємодій, що можуть вплинути на динаміку тріо[8].